# Žitava
Die Žitava (ungarisch Zsitva) ist ein Fluss in der südlichen Slowakei.
Sie entspringt bei der Gemeinde Malá Lehota im Pohronský Inovec (ein Teil des Vogelgebirges/Vtáčnik) und durchfließt in einem Verlauf von Norden nach Süden die Bezirke Žarnovica, Zlaté Moravce, Nitra, Nové Zámky und Komárno. Bei Martovce mündet sie schließlich nach 99,3 Kilometern als linksseitiger Zufluss in die Nitra. Das Wassereinzugsgebiet umfasst 1244 km² und die Durchflussmenge beträgt bei der Gemeinde Vieska nad Žitavou 2,5 m³/s und nimmt bis zu ihrer Mündung auf etwa 3 m³/s zu.
Historisch tritt der Fluss bei den Friedensverhandlungen nach dem Langen Türkenkrieg in Erscheinung, welche an der Mündung (ungarisch torok) zur Nitra stattgefunden haben. Der Frieden von Zsitvatorok aus dem Jahr 1606 ist nach ihm benannt.